# 帕哈萨帕龙属
帕哈萨帕龙（属名：Pahasapasaurus，或直译作黑山龙）是双臼椎龙科蛇颈龙的一个属，生存于森诺曼阶的美国南达科他州。该分类单元的独特特征包括细长的上臂骨（桡骨／尺骨–胫骨／腓骨）及腭骨（口腔顶部）特征。模式种是哈氏帕哈萨帕龙（P. haasi）。